# Heinrich Seeling

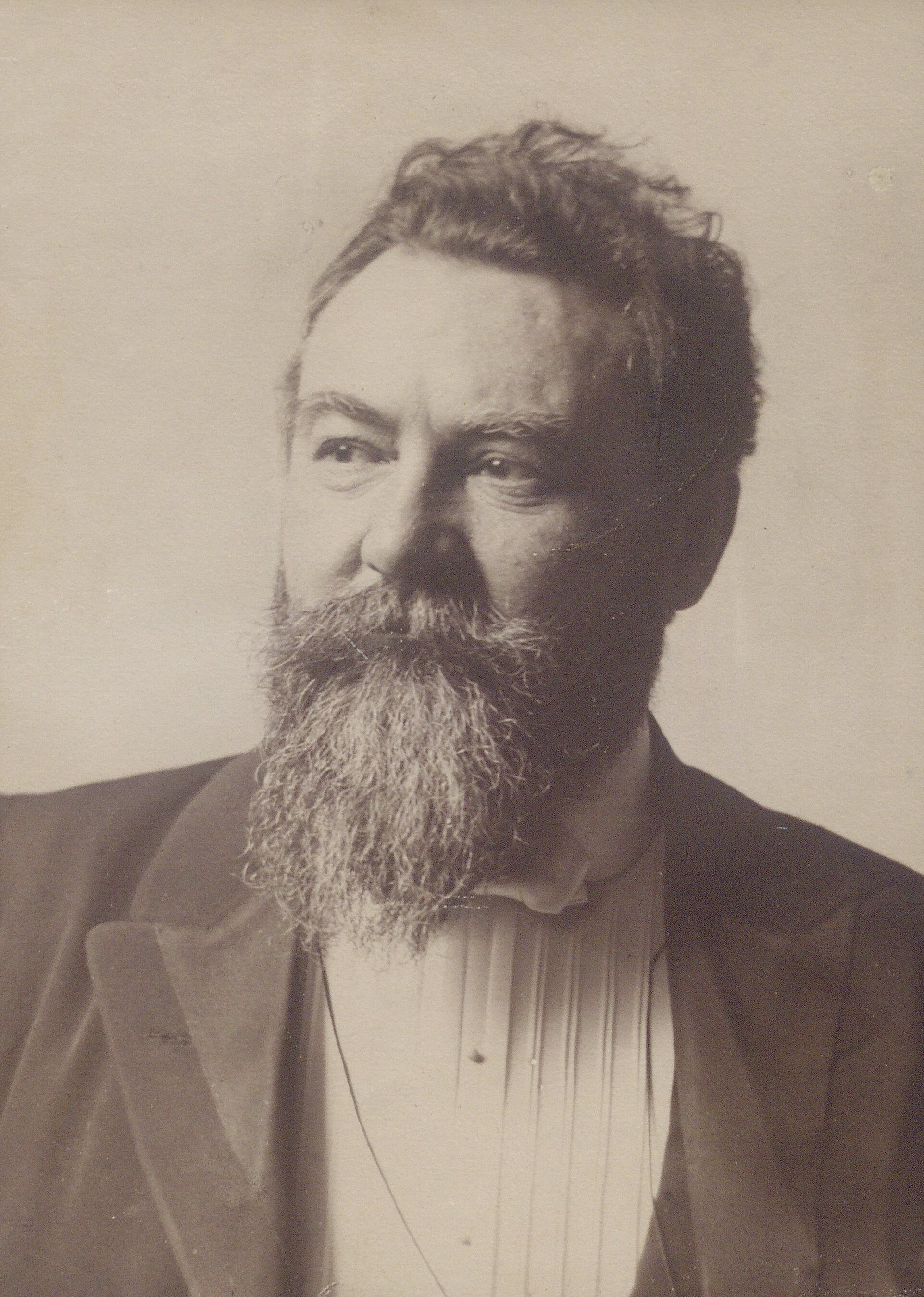
Heinrich Seeling - um 1920

Christian Heinrich Seeling (* 1. Oktober 1852 in Zeulenroda; † 15. Februar 1932 in Berlin) war ein deutscher Architekt.

## Leben

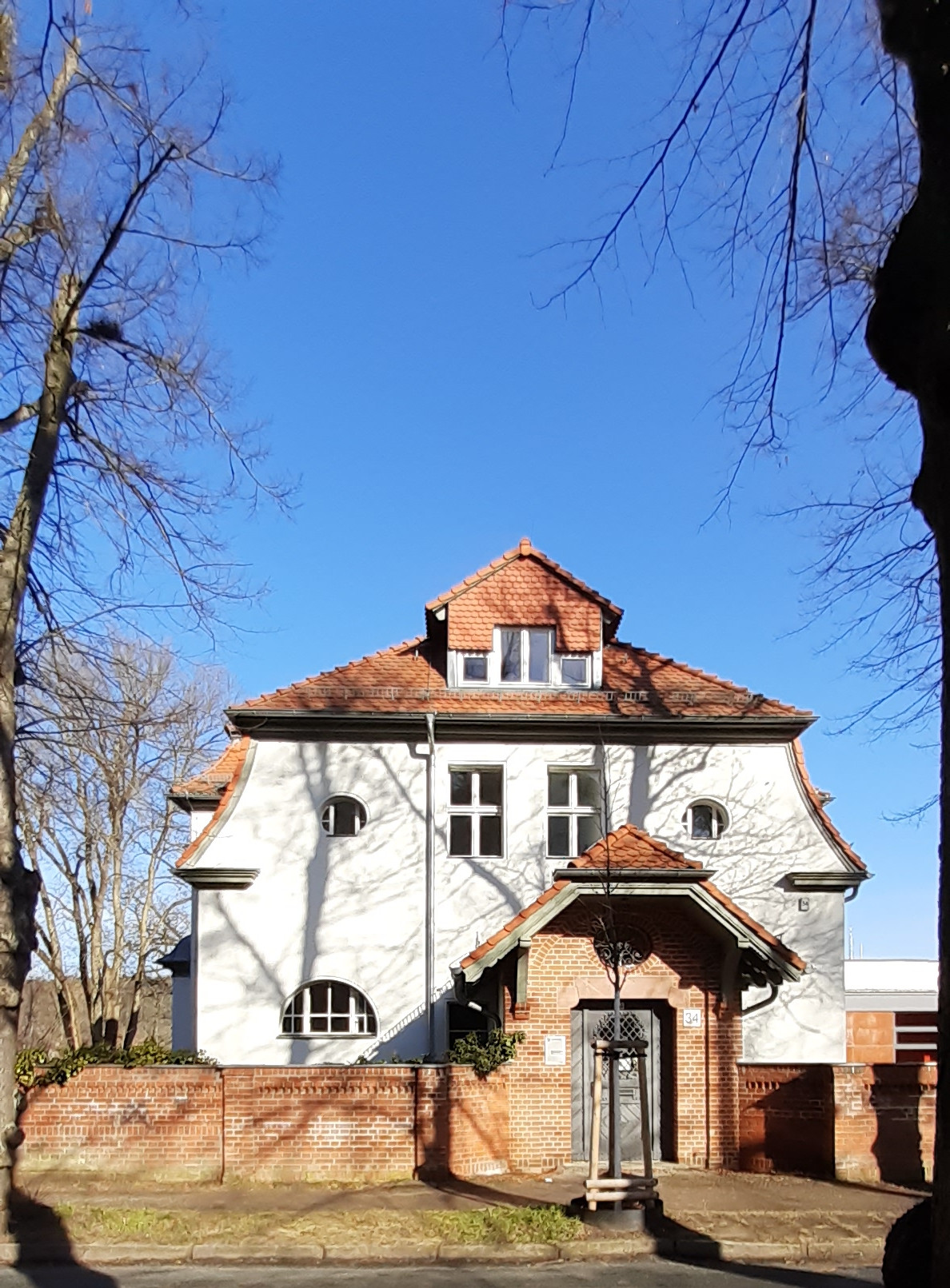
Villa Seeling in Potsdam

Der Sohn des Maurermeisters Christian Seeling ging in seiner reußischen Heimatstadt Zeulenroda zur Schule. Nach der Lehre besuchte er die Baugewerkschule in Holzminden und danach die Berliner Bauakademie, wo er Hospitant bei Strack und Luca wurde.
Nachdem er zu Studienzwecken Wien (unter anderem Arbeit unter Oberbaurat Neumann), danach Italien besucht hatte, kehrte Seeling nach Berlin zurück und arbeitete u. a. als Assistent bei Kaiser und von Groszheim, bei dem damals bekannten Architekten Wilhelm Böckmann sowie bei Hermann Ende im Baubüro Borsig.

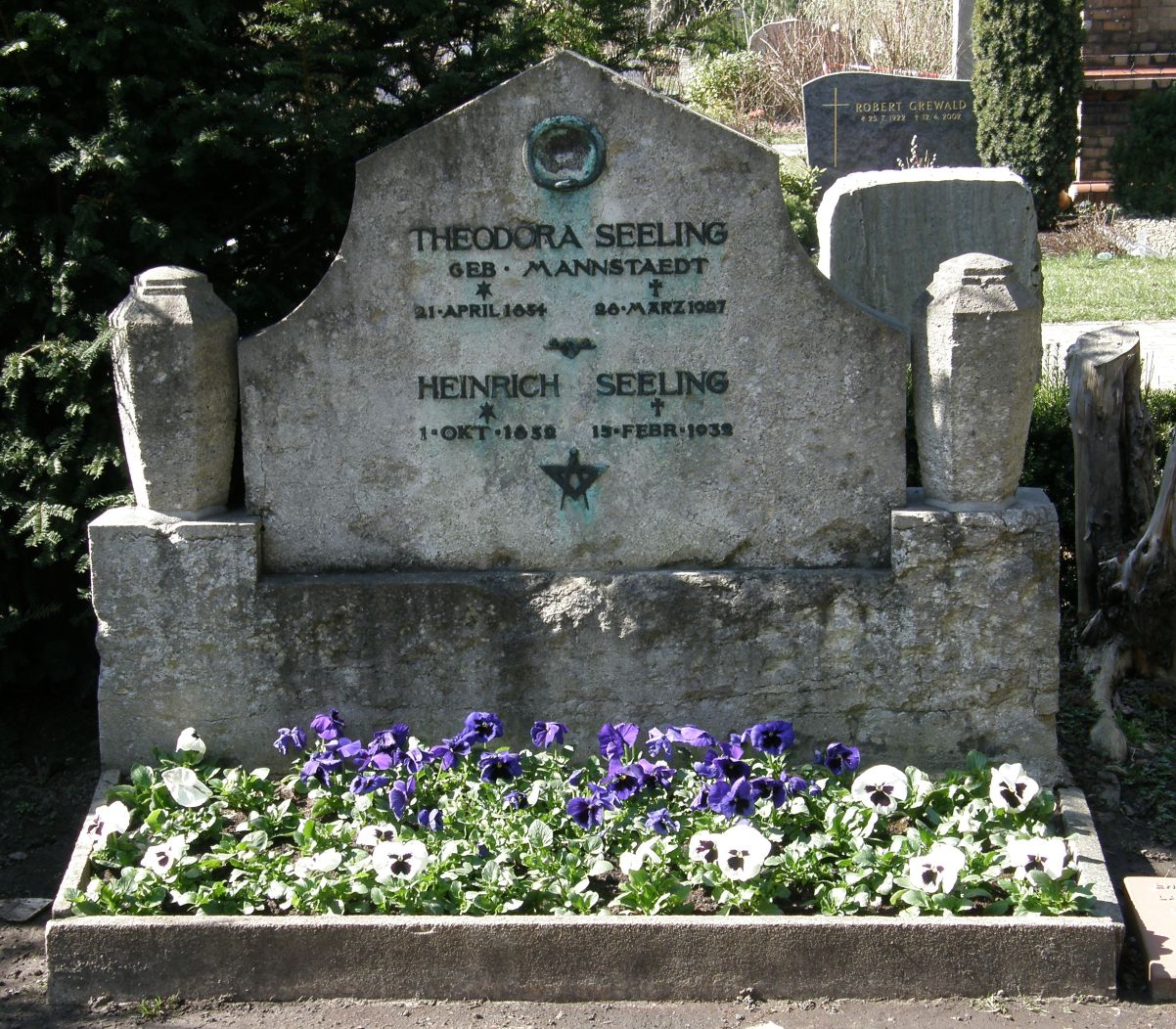
Seelings Grab auf dem Friedhof Berlin-Wilmersdorf

Heinrich Seeling machte sich schließlich selbstständig und entwickelte sich nach dem Bau des Stadttheaters Halle, für das er einen Architektenwettbewerb gewonnen hatte, schließlich zu einem gefragten Theaterarchitekten. Er entwarf und realisierte in der Folge zahlreiche Theaterbauten, darunter das Deutsche Opernhaus in Charlottenburg, das Theater am Schiffbauerdamm in Berlin und viele weitere für zahlreiche deutsche Städte.
1907 wurde er Stadtbaurat in Charlottenburg. Unter seiner Verantwortung entstanden zahlreiche kommunale Bauten, beispielsweise in Zusammenarbeit mit Erwin Barth die südlichen Kaskaden des Lietzenseeparks und der Wasserturm Charlottenburg-Westend sowie weitere, siehe unten.
Außerhalb der heutigen Stadt Berlin entstand in Zusammenarbeit mit Richard Ermisch als Leiter der Entwurfsabteilung 1912–1914 die Lungenheilstätte Waldhaus Charlottenburg in Sommerfeld.
Seeling wurde auf dem Friedhof Wilmersdorf beigesetzt. Seine Grabstätte, ein Ehrengrab der Stadt Berlin, befindet sich dort in der Abt. A1-UW-4.

## Auszeichnungen
Heinrich Seeling wurden die Titel eines reußischen und eines preußischen Baurates verliehen. 1896 wurde er zum Mitglied der Königlich Preußischen Akademie der Künste berufen. Des Weiteren wurde er:
- 1897 mit dem Roten Adlerorden, IV. Klasse,[4]
- 1903 mit dem Reußischen Ehrenkreuz, II. Klasse,[5]
- 1910 mit dem Ritterkreuz I. Klasse des Ordens vom Zähringer Löwen,[6]
- 1912 mit dem Roten Adlerorden, III. Klasse mit der Schleife,[7]
- 1918 mit dem Verdienstkreuz für Kriegshilfe[8]

ausgezeichnet.
1917 wurde ihm der Professorentitel und 1924 der Ehrentitel Stadtältester von Berlin verliehen.
Im Berliner Ortsteil Charlottenburg erinnert seit 1950 die in der Ortslage Klausenerplatz gelegene Seelingstraße an ihn.

## Werk (Auswahl)

### Theaterbauten
- 1886: Stadttheater Halle[1]
- 1891/92: Neues Theater am Schiffbauerdamm, Berlin[11]
- 1892: Stadttheater Essen[1]
- 1895: Stadttheater Rostock[1]
- 1896: Theater Bromberg[1]
- 1901: Theater Aachen, Umbau[1]
- 1902: Fürstliches Hoftheater Gera
- 1902: Städtisches Schauspielhaus Frankfurt am Main[1]
- 1905: Neues Stadttheater Nürnberg
- 1907/1908: Opernhaus Kiel[1]
- 1910: Stadttheater Freiburg[1]
- 1911/1912: Deutsches Opernhaus Charlottenburg[12][1]

### Sonstige Bauwerke und Entwürfe
- 1890/1891: Landhaus Wieck, Charlottenburg, Herthastr. 4, zusammen mit Bernhard Wieck[13]
- eine Häusergruppe in der Berliner Schicklerstraße[1]
- 1899–1905: Rathaus Charlottenburg[14]
- 1909/1910: Wohn- und Verwaltungsbauten am Wasserturm-Westend[15]
- 1909/1911: Dovebrücke und Marchbrücke mit Stadtbaurat Ingenieur August Bredtschneider[1]
- Projekt für eine Städtische Badeanstalt in Charlottenburg[1]
- Hilfsschule Bleibtreustraße, Charlottenburg[1]
- 1913: Waldhaus Charlottenburg[1]
- 1912–1916: Krankenhaus Charlottenburg, Erweiterungen,[16] u. a. Städtisches Krankenhaus für Geburtshilfe in Charlottenburg[1]
- 1905/1909: zwei evangelische Kirchen in Bromberg: Christuskirche in gemäßigten neogotischen Formen und die Stadtkirche im Backsteingotik-Stil[1]
- 1904: eigenes Wohnhaus in der Villenkolonie Neubabelsberg am Ufer des Griebnitzsees, Karl-Marx-Straße 34
- 1912: Teilbauten im Lietzenseepark, Eingangsbereich am Südende.[17]
- 1913/1914: eh. 31. und 32. Gemeinde-Doppelschule zusammen mit Paul Weingärtner (Wiebestraße/Neues Ufer)[18][1]

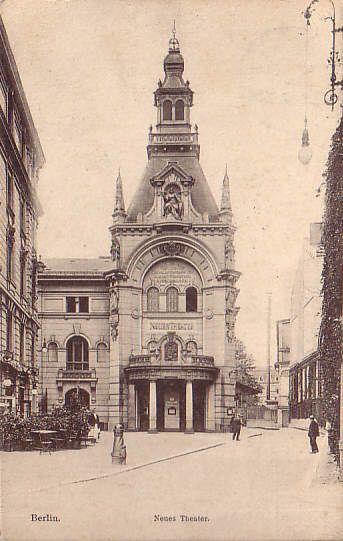
Theater am Schiffbauerdamm Berlin, um 1908
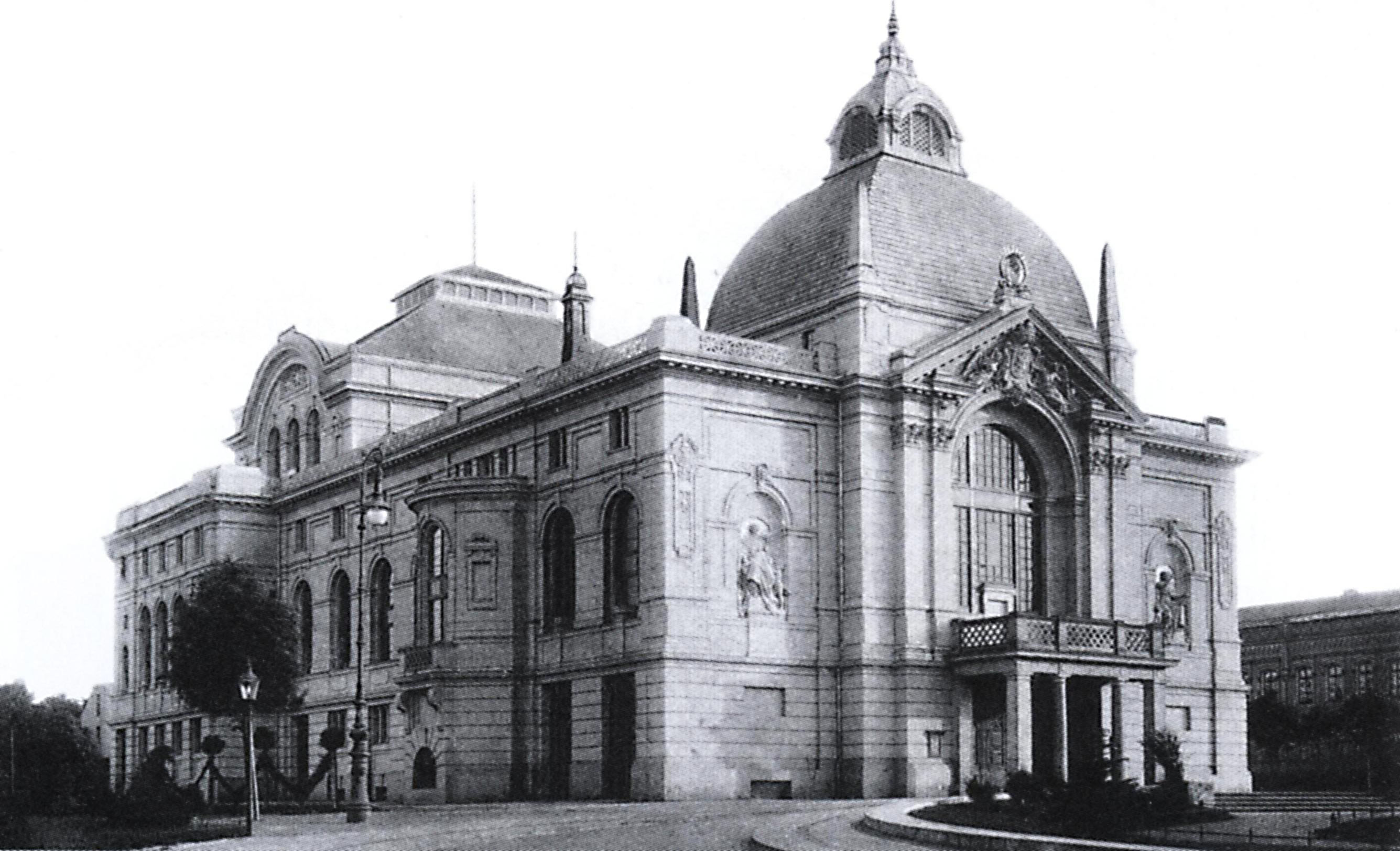
Stadttheater Rostock, 1942 zerstört
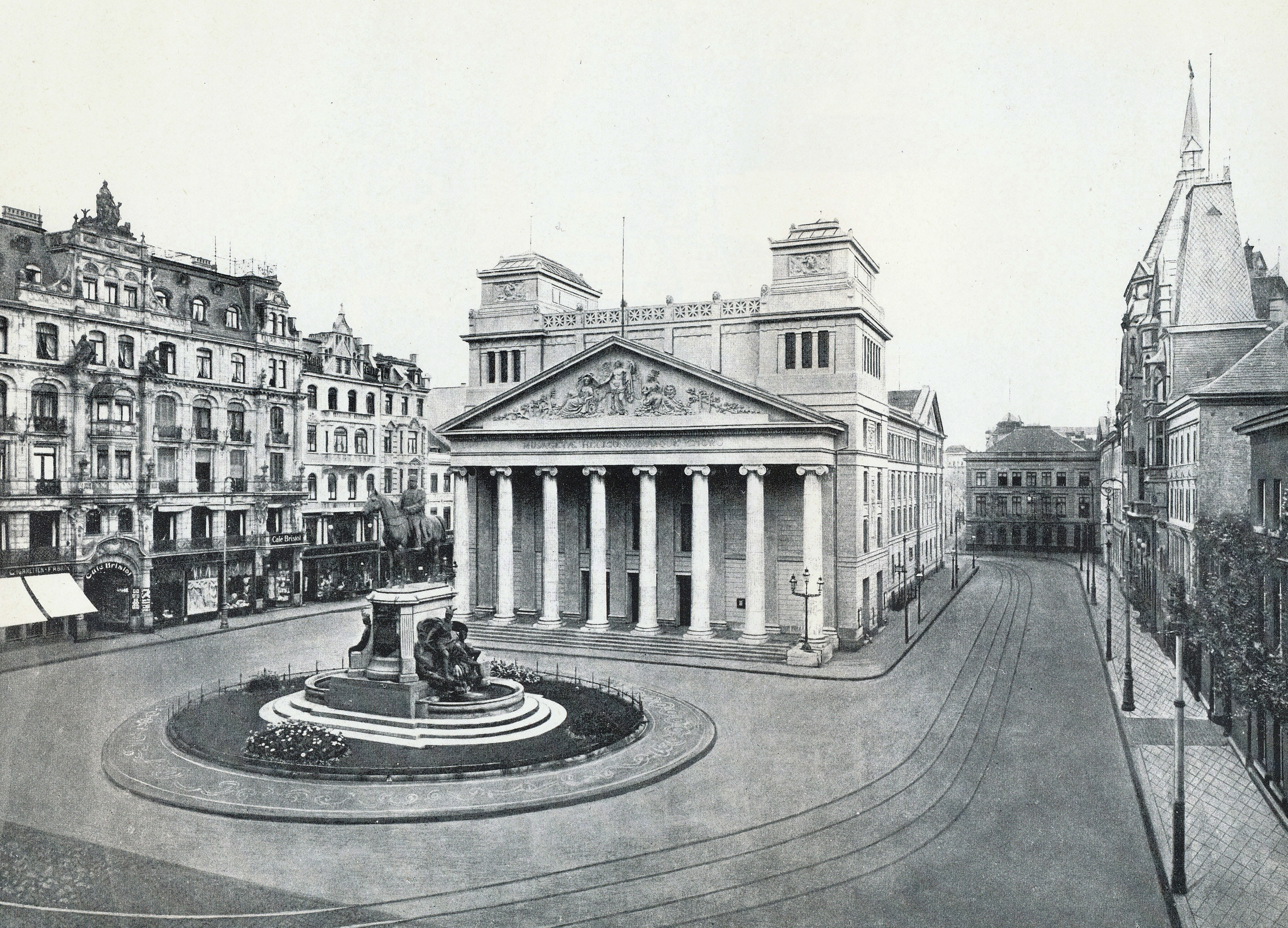
Stadttheater in Aachen nach Umbau durch Seeling
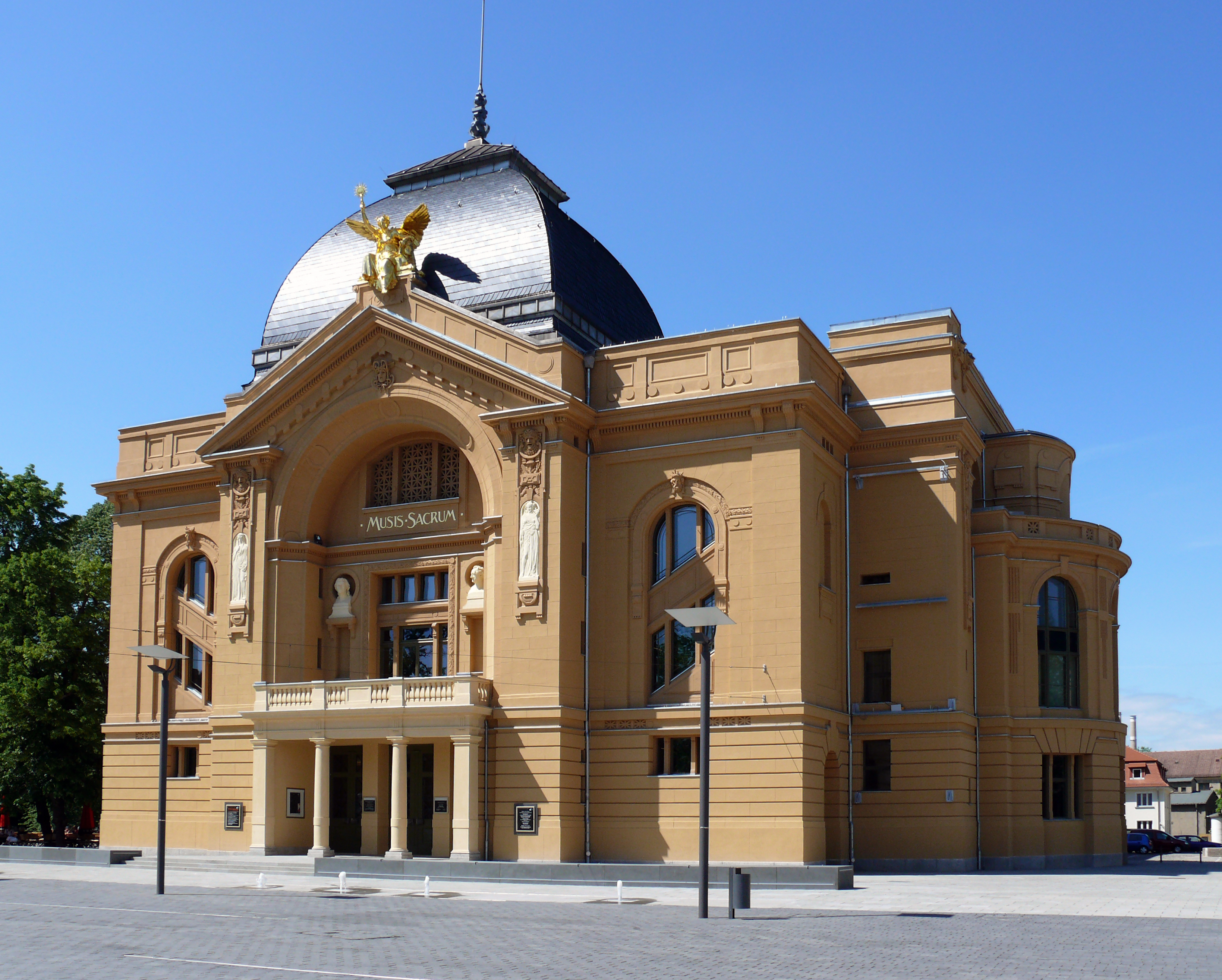
Hoftheater Gera (2007)
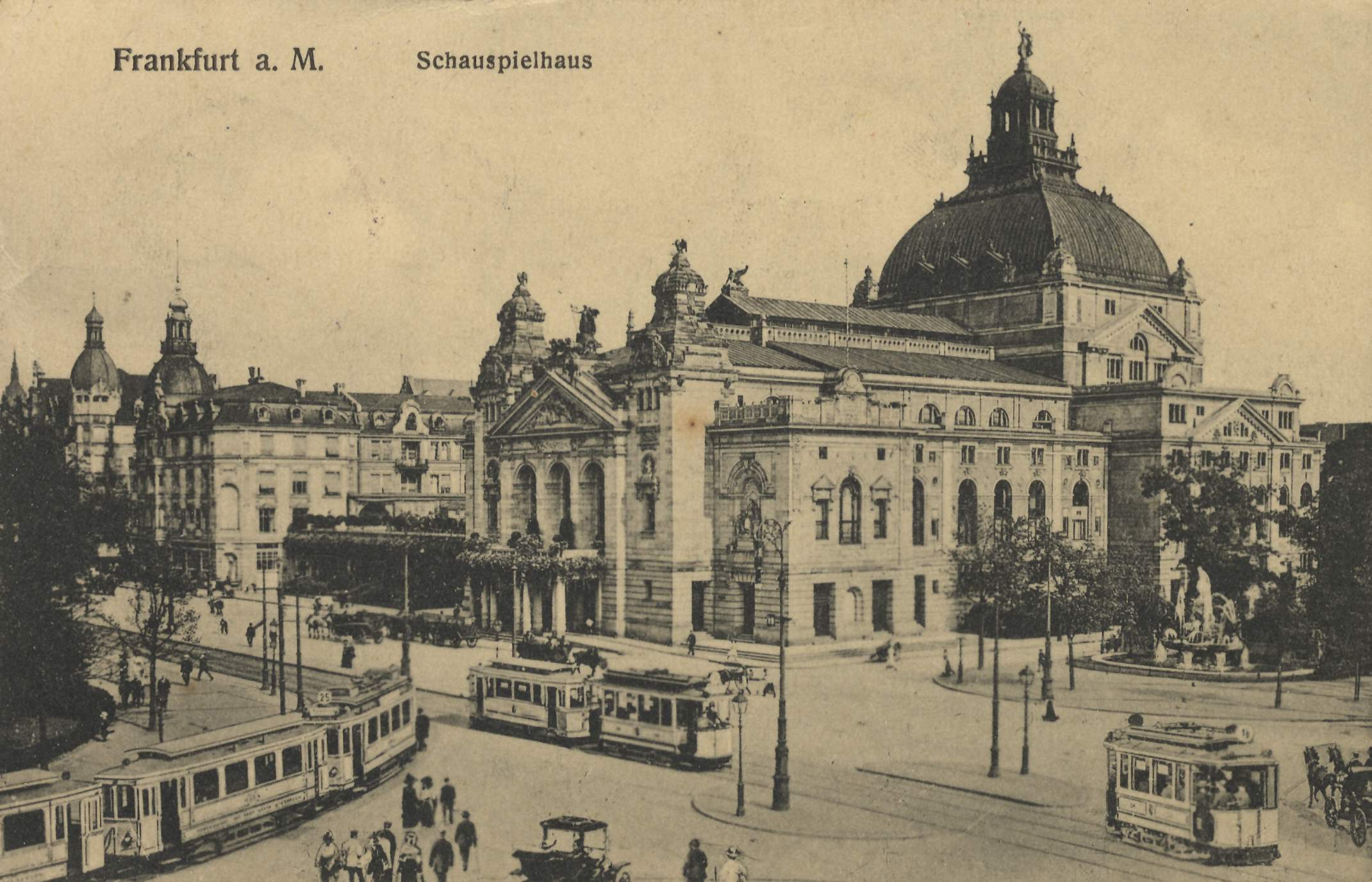
Schauspielhaus Frankfurt am Main, 1944 teils zerstört
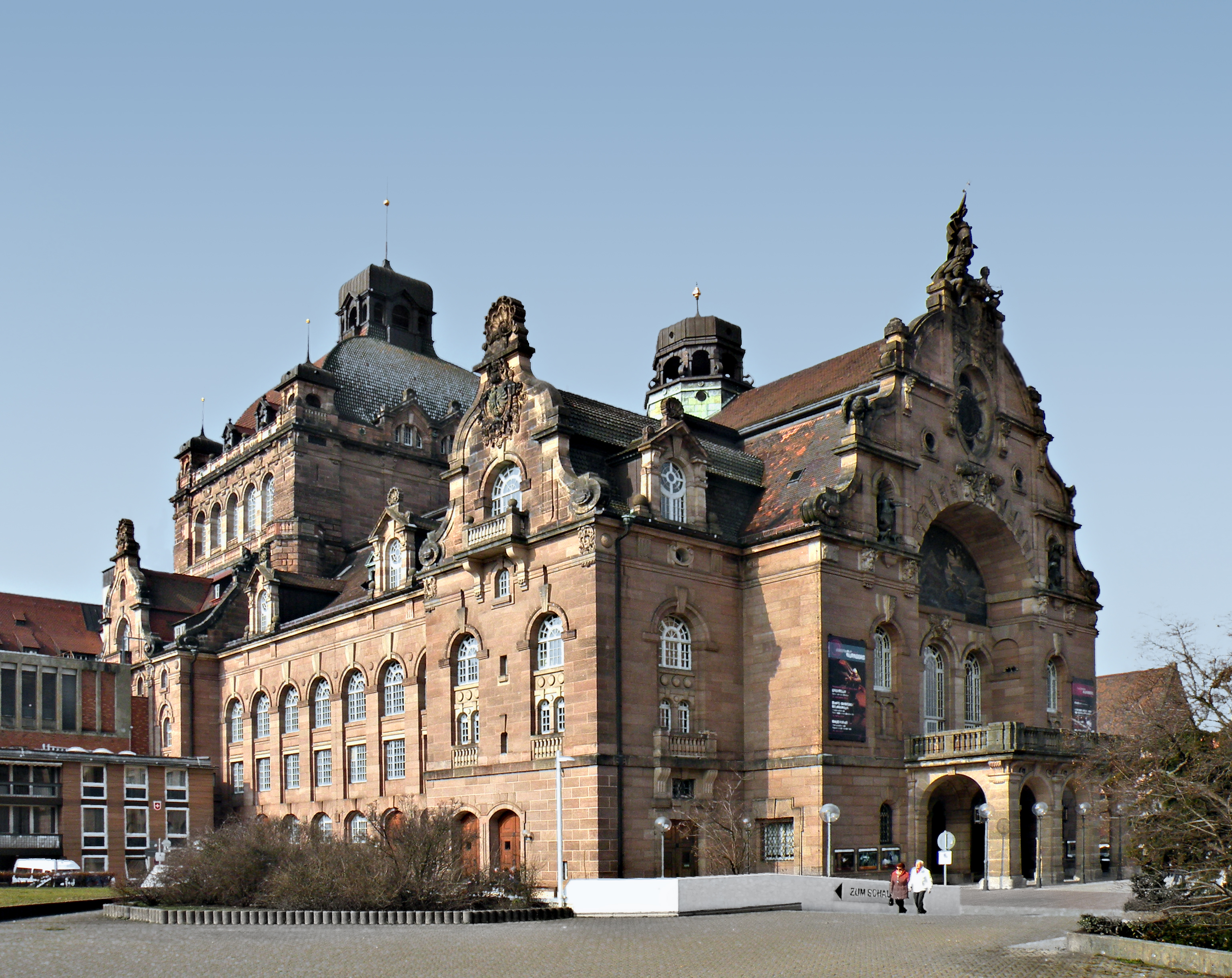
Neues Stadttheater Nürnberg, jetzt Opernhaus Nürnberg
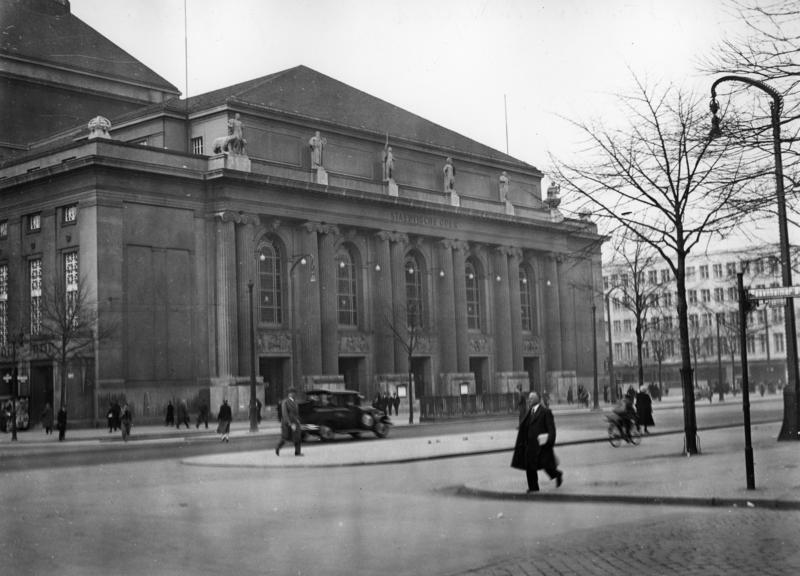
Deutsches Opernhaus Charlottenburg, 1943 zerstört
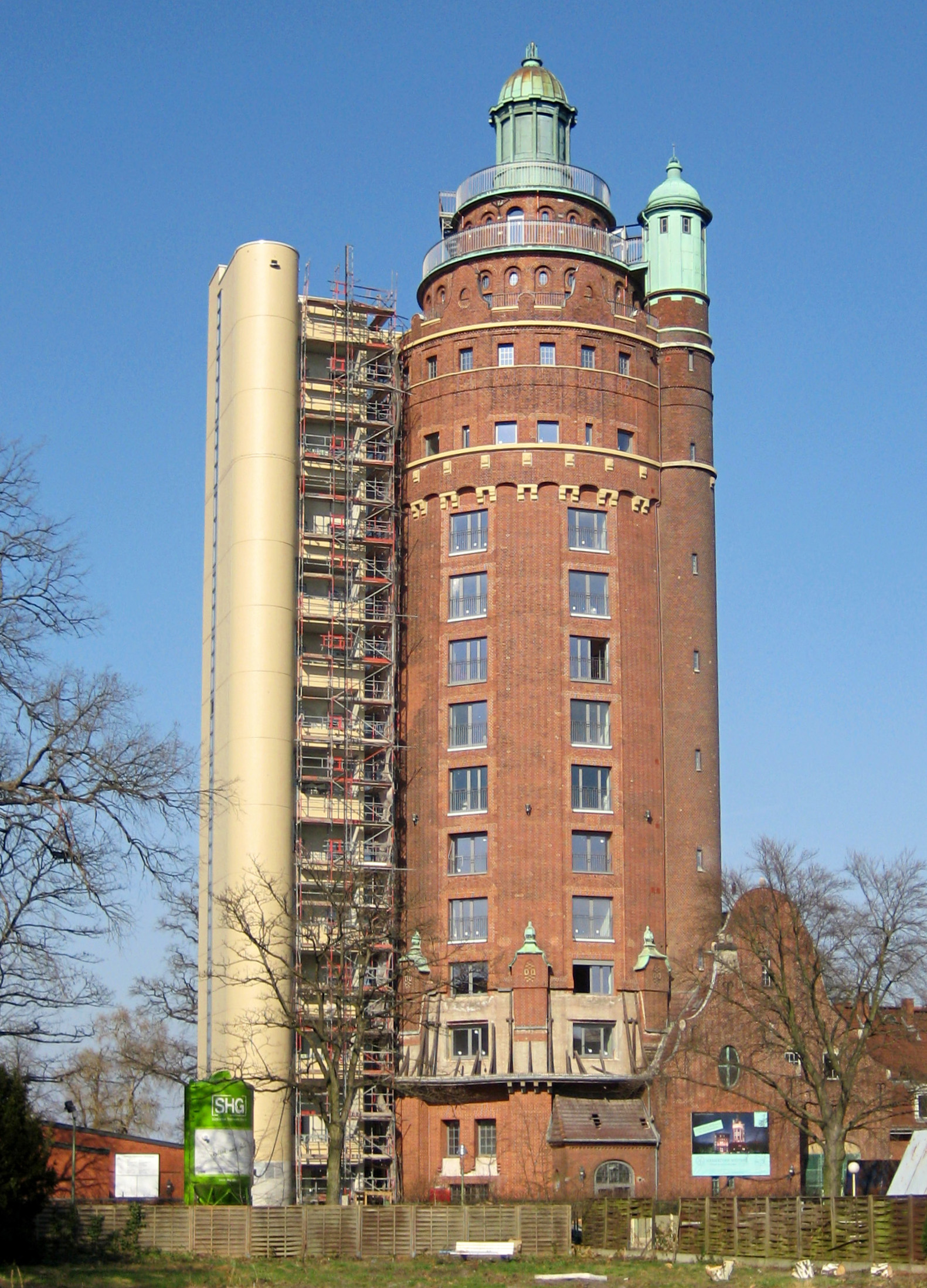
Wasserturm Berlin-Westend
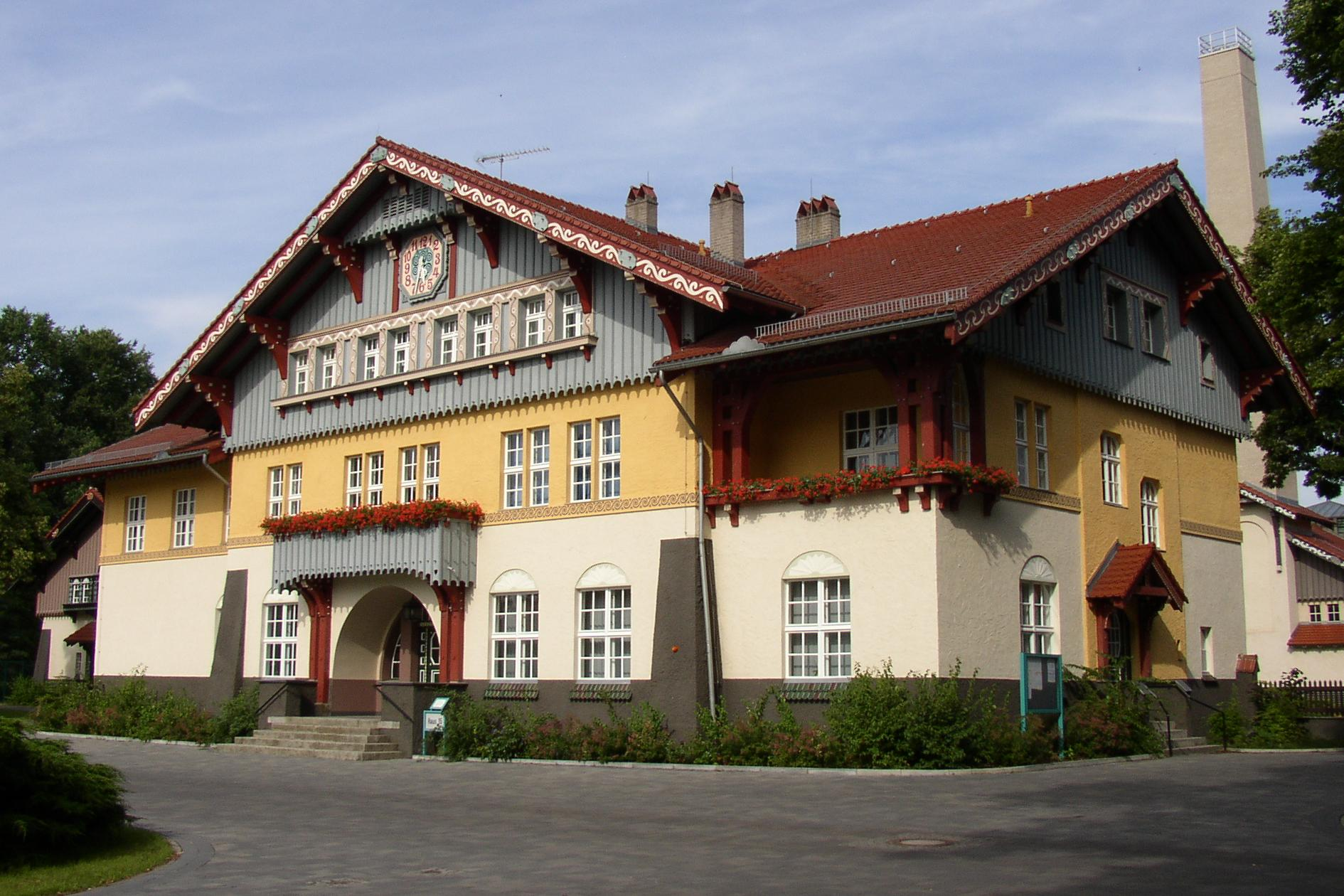
Verwaltungsgebäude der Heilstätte Waldhaus Charlottenburg in Sommerfeld